# Lago Rupanco
Lago Rupanco är en sjö i Chile.   Den ligger i regionen Región de Los Lagos, i den södra delen av landet, 800 km söder om huvudstaden Santiago de Chile. Lago Rupanco ligger 123 meter över havet. Arean är 223 kvadratkilometer. Den sträcker sig 14,9 kilometer i nord-sydlig riktning, och 42,7 kilometer i öst-västlig riktning.
Runt Lago Rupanco är det mycket glesbefolkat, med 6 invånare per kvadratkilometer.